# Willi Wigold
Willi Wigold (10 dicembre 1909 – 8 dicembre 1943) è stato un calciatore tedesco, di ruolo attaccante.

## Palmarès

### Club

#### Competizioni nazionali
- Campionato tedesco: 1

Fortuna Düsseldorf: 1932-1933